# Лихорадка Ласса
Лихорадка Ласса — природно-очаговое зооантропонозное инфекционное заболевание из группы вирусных геморрагических лихорадок. Характеризуется тяжелым течением, высоким процентом летальных исходов, поражением органов дыхания, почек, ЦНС, миокардитом, геморрагическим синдромом.

## Этиология
Возбудитель Lassa mammarenavirus относится к аренавирусам, семейство Arenaviridae. Вирус сферической формы, с липидной оболочкой, на которой расположены ворсинки, диаметром около 70—150 нм, содержит РНК. Имеет антигенное родство с другими аренавирусами (возбудителями лимфоцитарного хориоменингита и гемморагической лихорадки Южной Америки). Вирус имеет капсид сферической формы, с диаметром частиц 50–300 нм, покрыт липидной оболочкой, включающей гликопротеины (G1 и G2). Нуклеокапсид состоит из белка (N) и РНК, два фрагмента которой (L и S) кодируют синтез компонентов вириона в инфицированной клетке; гемагглютининов нет. Патогенен для некоторых видов обезьян, белых мышей, морских свинок. В культуре клеток Vero репликация вируса сопровождается цитопатическим эффектом. Устойчив к воздействию факторов окружающей среды. Инфекционность вируса в сыворотке крови и слизистых секретах без специальной обработки не снижается в течение длительного времени. Вирус можно инактивировать жировыми растворителями (эфир, хлороформ и др.).
Вирус-возбудитель Лихорадки Ласса был открыт в 1969 г. учёными-исследователями Йельского университета в ходе исследования образцов, полученных от пациентов, умерших в Нигерии от неизвестного заболевания в том же году (но само заболевание впервые было описано ещё в 1950-е годы). Дальнейшие исследования, в частности, выявили природный резервуар вируса - многососковую крысу Mastomys natalensis,  выделяющую вирус с мочой, слюной и фекалиями (контакт человека с которыми и приводит к инфицированию).

## Эпидемиология

эндемичные регионы
серологически подтверждённые зоны риска

Хорошо растет и размножается в клетках почки зелёной мартышки. Возбудитель лихорадки Ласса относится к числу наиболее опасных для человека вирусов. В окружающей среде вирус долгое время устойчив. Лихорадка наиболее часто встречается в странах Центральной и Западной Африки (Нигерия, Либерия, Сьерра-Леоне, Гвинея, Мозамбик, Сенегал, Мали и т. д.). Резервуаром инфекции являются натальские многососковые мыши (крысы) Mastomys natalensis (род Многососковые мыши), в организме которых возбудитель может сохраняться в течение всей их жизни. Наибольшее значение распространения инфекции имеет контакт с крысами, как прямой, так и непрямой. Вирус также выделен и от других африканских грызунов (M. erythroleucus, Hylomyscus pamfi и Mus beoulei). Животные выделяют вирус в окружающую среду с экскрементами и слюной.
Механизмы заражения человека: фекально-оральный, контактный.
Пути передачи: пищевой, водный, контактный.
Факторы передачи: пищевые продукты, вода, а также предметы, загрязнённые мочой грызунов.
Заражение людей в природных очагах может происходить при вдыхании аэрозоля, содержащего экскреты грызунов; употреблении воды из инфицированных источников; недостаточно термически обработанного мяса заражённых животных. Больной человек представляет большую опасность для окружающих. Основной фактор передачи — кровь, однако вирус содержится и в экскретах больного. Заражение при этом происходит воздушно-капельным, контактным и половым путями. Выделение вируса больными может продолжаться до месяца и более. Заражение происходит через микротравмы при попадании на кожу крови или выделений больного. Зарегистрированы случаи заболеваний медицинского персонала при использовании инструментов, контаминированных возбудителем, проведении хирургических операций и вскрытии трупов. Восприимчивость высокая. К возбудителю чувствительны все группы населения независимо от возраста и пола. Постинфекционный иммунитет напряжённый и длительный, повторные случаи заболевания не описаны. В эндемичных районах антитела выявляют у 10–15% населения, что свидетельствует о возможности бессимптомного или лёгкого течения заболевания.
Особенность эпидемического процесса в том, что передача возбудителя от человека человеку аэрогенным путём ведёт к появлению вторичных внутрисемейных вспышек, а также к возникновению нозокомиальных вспышек, сопровождающихся высокой летальностью. Кроме того, возможен завоз лихорадки Ласса в неэндемичные страны и возникновения там очага заболевания при контактной передаче возбудителя. Сезонность не выражена, заболеваемость постоянная.

## Патогенез
Входные ворота для возбудителя — слизистые оболочки органов дыхания и пищеварения, повреждённая кожа. В месте внедрения вируса после его первичной репликации в лимфоидных элементах развивается вирусемия с гематогенной диссеминацией возбудителя, поражением многих органов и систем. Вирус обладает тропностью к различным системам органов человека и вызывает некротические изменения в клетках печени, миокарда, почек, эндотелия мелких сосудов, что и определяет течение заболевания. В тяжёлых случаях вследствие цитопатического эффекта вируса и клеточных иммунных реакций повреждение эндотелиальных клеток в сочетании с нарушением функций тромбоцитов приводит к повышенной «ломкости» и проницаемости сосудистой стенки. Возникают глубокие расстройства гемостаза с развитием синдрома диссеминированного внутрисосудистого свёртывания и коагулопатии потребления.

## Клиническая картина
В основном лихорадка протекает бессимптомно, реже встречаются случаи, при которых вирус поражает несколько внутренних органов, таких как печень, селезёнку и почки. Инкубационный период длится от 6 до 21 дня. Общепринятой классификации не существует. Выделяют лёгкое, среднетяжёлое и тяжёлое течение заболевания. Начало заболевания подострое или постепенное. Выявляют общее недомогание, умеренные мышечные и головные боли, невысокую лихорадку, конъюнктивит. В этот период у большинства больных (80%) возникает характерное поражение зева в виде язвенно-некротического фарингита, а также увеличение шейных лимфатических узлов. К концу первой недели течения заболевания температура тела достигает 39–40 °C; нарастают симптомы интоксикации; присоединяются тошнота, рвота, боли в грудной клетке и животе; развивается диарея, приводящая к дегидратации. Со второй недели возможно появление пятнисто-папулёзной сыпи; выявляют геморрагические проявления (подкожные кровоизлияния, носовые, лёгочные, маточные и другие кровотечения). Возникает брадикардия, артериальная гипотензия; возможно снижение слуха, появление судорог и очаговых неврологических клинических проявлений. При неблагоприятном течении заболевания возникает отёчность лица и шеи, выявляют свободную жидкость в плевральной и брюшной полостях, нарастает геморрагический синдром. В тяжёлых случаях смерть наступает на 7–14-е сутки. У выживших больных через 2–4 недели температура тела литически снижается. Выздоровление медленное. В течение нескольких недель сохраняется общая слабость, в ряде случаев происходит выпадение волос и развивается глухота; возможны рецидивы заболевания.

## Диагностика
Ранняя клиническая диагностика лихорадки Ласса затруднена из-за отсутствия специфических симптомов заболевания. Из клинических проявлений наибольшее диагностическое значение имеют: подострое начало; сочетание лихорадки, язвенного фарингита, геморрагического синдрома и почечной недостаточности. Большое значение имеют эпидемиологические данные (пребывание в эпидемическом очаге) в совокупности с результатами вирусологических и серологических исследований.
Подтверждение диагноза лихорадки Ласса проводят вирусологическими и серологическими методами в специальных лабораториях с IV уровнем биологической безопасности. Абсолютный диагностический признак заболевания — выделение вируса из крови, смыва с зева, слюны, мочи и экссудатов (плевральных, перикардиальных, перитонеальных) больного; а также от умерших — из проб внутренних органов. Эффективные методы диагностики: ИФА и РНИФ. Диагноз подтверждают серологически (при возрастании титров антител к вирусу Ласса в 4 раза и больше). Постановка реакции связывания комплемента имеет ретроспективное значение.
Неспецифическая лабораторная диагностика включает проведение общего анализа крови (выявляют лейкопению со сменой на лейкоцитоз, сдвиг нейтрофильной формулы влево, тромбоцитопению, повышенную СОЭ); биохимического анализа крови (характерна гипопротеинемия; повышение активности аминотрансфераз, азотемия); определение коагулограммы (характерна гипокоагуляция) и кислотно-основного состояния крови (выражены признаки декомпенсированного ацидоза); общего анализа мочи (выявляют протеинурию, гематурию, цилиндрурию).
Дифференциальную диагностику проводят с заболеваниями, протекающими с длительной лихорадкой (брюшной и сыпной тиф, сепсис, малярия), диареей (вирусные диареи), геморрагическим синдромом (другие ГЛ), лептоспирозом, герпангиной, стрептококковым фарингитом, дифтерией, пневмонией. При наличии оснований для проведения дифференциальной диагностики с заболеваниями, протекающими со сходной клинической картиной или усугубляющими течение геморрагической лихорадки, необходимы консультации соответствующих специалистов: пульмонолога, гастроэнтеролога, нефролога, невролога.

## Лечение
Все больные лихорадкой Ласса обязательно госпитализируются в специализированные инфекционные отделения с режимом строгой изоляции с круглосуточным медицинским наблюдением. Предпочтительна диета из полужидкой легкоусвояемой пищи без ограничения количества белков и поваренной соли, что соответствует столу № 4 по Певзнеру.
Противовирусное лечение проводят внутривенным введением рибавирина в течение 10 суток (начальная доза препарата — 2 г, затем вводят по 1 г каждые 6 часов в течение 4 суток и по 0,5 г каждые 8 часов в последующие 6 суток). В ранние сроки течения заболевания в ряде эндемичных регионов применяют плазму реконвалесцентов. Патогенетическое лечение направлено на борьбу с шоком, геморрагическим синдромом, сердечной и дыхательной недостаточностью, а также на проведение дезинтоксикационных мероприятий и инфузионной регидратации солевыми растворами. Антибиотики применяют при бактериальных осложнениях.

## Прогноз
При отсутствии адекватной терапии прогноз неблагоприятный. При тяжёлом течении заболевания летальность высокая (до 50% и выше). Ее уровень снижается при проведении своевременного комплексного лечения. При лёгком и среднетяжёлом течении прогноз благоприятный. Период реконвалесценции затяжной в связи с тяжелыми нарушениями гомеостаза организма.

## Профилактика
Специфическая профилактика не разработана.
Неспецифическая профилактика состоит в защите помещений от проникновения грызунов и дератизационных мероприятиях в природных очагах. Медицинский персонал должен быть обучен уходу за контагиозными больными и обязан работать в защитной одежде, респираторах или марлевых масках, перчатках, очках. Рекомендована строгая изоляция больных (желательно в специальные пластиковые или стеклянно-металлические кабины с автономным жизнеобеспечением) на срок не менее 30 суток от начала заболевания. Наблюдение за лицами, контактировавшими с больными, продолжают в течение 17 суток. Проводят заключительную дезинфекцию. Для экстренной профилактики лихорадки Ласса применяют рибавирин (внутрь по 0,2 г 4 раза в сутки в течение 10 суток). Проводят карантинные мероприятия в отношении лихорадящих больных, прибывших из стран Центральной и Западной Африки.